# Sven Swarting
Sven Swarting, född 25 december 1925 i Rumskulla i Kalmar län, död 2 september 2014 i Bromma, var en svensk ämbetsman och direktör. 
Swarting avlade socionomexamen vid Lunds universitet 1951, pol.mag. 1953 och jur.kand. 1955.
Han tjänstgjorde vid Statskontoret 1955-56, Kommunikationsdepartementet 1956-62, var byråchef på Handelsdepartementet 1963 och kansliråd från 1965, departementsråd vid Finansdepartementet från 1967 och 1969 vid Industridepartementet. Verkställande direktör för Stockholms handelskammare och Svenska handelskammarförbundet 1971-90.

## Utmärkelser
- Kommendör av Vasaorden, 3 december 1974.[4]